# 2014년 포트 후드 총기 난사 사건
2014년 포트 후드 총기 난사 사건은 2014년 4월 2일, 미국 텍사스주에 소재한 포트 후드에서 발생한 총기 난사 사건이다. 이로 인해 4명이 사망하고 16명이 부상을 입었다.

## 같이 보기
- 2009년 포트 후드 총기 난사 사건